# Харалд Плавозуби
Харалд "Плавозуби" Гормсон (старонордијски: Haraldr blátǫnn Gormsson; рођен око 935 – 985/6) је био дански и норвешки краљ. Током Харалдове владавине, Данска је примила хришћанство (око 960. године).

## Прелазак на хришћанство
Харалд је био син Горма Старог и Тире Данске. Није поуздано утврђен начин на који је Харалд прихватио хришћанство због тога што средњовековни писци попут Видукинда из Корвеја и Адама из Бремена дају контрадикторне приче око тога како је до тога дошло. Видукинд у своме делу "Res gestae saxonicae" пише да заслуга за христијанизацију Данске припада свештенику Попи. Адам из Бремена, у свом делу "Gesta Hammaburgensis ecclesiae pontificum" које је завршио 1076. године (дакле 100 година након Харалдове смрти) наводи да је Харалда на покрштавање приморао немачки цар Отон I након пораза у бици. Око 400 година касније, Хеимскрингла, исландска сага, бележи да се Харалд, заједно са норвешким краљем Хаконом Сигурдсоном, покрстио током владавине немачког цара Отона II. Попа кога помиње Видукинд је можда онај кога Адам из Бремена помиње у вези са Ериком Победничким, шведским владарем

## Владавина
Харалд током своје владавине надгледа реконструкцију камења из Јелинга и бројне друге јавне радове. То је био начин да консолидује економску и војну контролу над својом земљом. Кружне викиншке тврђаве изграђене су на четири стратешке локације: Трелеборг и Бореринг на Селанду, Нонебакен, Фиркат и Агерсборг. Шеста слична тврђава пронађена је у Сканији. Могуће је да је и њу подигао Харалд Плавозуби. Харалд је конструисао најстарији познати мост на југу Скандинавског полуострва. Био је широк 5 m, а дугачак 760 m. Притекао је у помоћ Ричарду Неустрашивом приликом освајања Нормандије. Нордијске саге представљају Харалда у доста негативном светлу. Од 970. године наметнуо је своју власт и Норвешкој након смрти Харолда II Норвешког. Харалдову власт уздрмали су порази од Немаца који су приморали Харалда да напусти тврђаву Даневирк. Харалд је изгубио и контролу над Норвешком. Немци су се населили у подручју између Немачке и Скандинавије. Харалд је успео повратити ове територије 983. године у савезу са Словенима који су подигли устанак. Међутим, убрзо је убијен у побуни коју је предводио његов син Свен. Сматра се да је умро 986. године, иако постоје извори који 985. годину наводе као годину Харалдове смрти.

## Надимак
Харалдов надимак "Плавозуби" први пут се спомиње у хроници Роскилденса из 1140. године. Разлог за то вероватно је био тај што је Харалд имао упадљиво покварени зуб кога су називали плавим. Друго објашњење је да је Харалд био обучен у плаво. Плава боја је представљала знак краљевске моћи. Харалдов надимак преузет је данас као назив за персоналну бежичну мрежу Блутут (енг. Bluetooth).

## Породично стабло
|  |                     |  |  |  |  |  |  |  |  |  |  |  |  |  |  |  |
|  | 2. Горм Стари       |  |  |  |  |  |  |  |  |  |  |  |  |  |  |  |
|  |                     |  |  |  |  |  |  |  |  |  |  |  |  |  |  |  |
|  |                     |  |  |  |  |  |  |  |  |  |  |  |  |  |  |  |
|  | 1. Харалд Плавозуби |  |  |  |  |  |  |  |  |  |  |  |  |  |  |  |
|  |                     |  |  |  |  |  |  |  |  |  |  |  |  |  |  |  |
|  |                     |  |  |  |  |  |  |  |  |  |  |  |  |  |  |  |
|  | 3. Тира Данска      |  |  |  |  |  |  |  |  |  |  |  |  |  |  |  |
|  |                     |  |  |  |  |  |  |  |  |  |  |  |  |  |  |  |
|  |                     |  |  |  |  |  |  |  |  |  |  |  |  |  |  |  |